# Olivier Hespel
Olivier Hespel est un ingénieur du son français.

## Filmographie partielle
- 1991 : La Vie des morts d'Arnaud Desplechin
- 1994 : La partie d'échecs de Yves Hanchard
- 1998 : Le Mur d'Alain Berliner
- 1999 : Les convoyeurs attendent de Benoît Mariage
- 2001 : Pauline et Paulette de Lieven Debrauwer
- 2001 : HS Hors Service de Jean-Paul Lilienfeld
- 2002 : Un honnête commerçant de Philippe Blasband
- 2003 : L'Autre de Benoît Mariage
- 2005 : Ultranova de Bouli Lanners
- 2006 : Mon colonel de Laurent Herbiet
- 2006 : Indigènes de Rachid Bouchareb
- 2007 : Cartouches gauloises de Mehdi Charef
- 2008 : Les Bureaux de Dieu de Claire Simon
- 2008 : Eldorado de Bouli Lanners
- 2010 : Copie conforme d'Abbas Kiarostami
- 2011 : Carré blanc de Jean-Baptiste Leonetti
- 2011 : L'Exercice de l'État de Pierre Schöller
- 2013 : Géographie humaine de Claire Simon
- 2016 :  Le Bois dont les rêves sont faits de Claire Simon
- 2016 :  Le Concours de Claire Simon

## Récompenses et nominations
Récompenses
- 2012 : César du meilleur son (avec Julie Brenta et Jean-Pierre Laforce) pour L'Exercice de l'État
- 2013 : Magritte du meilleur son (avec Julie Brenta et Jean-Pierre Laforce) pour L'Exercice de l'État

Nominations
- 2007 : nomination au César du meilleur son (avec  Olivier Walczak, Franck Rubio et Thomas Gauder) pour Indigènes
- 2018 : nomination au Sophia du meilleur son (avec Elsa Ferreira et Gérard Rousseau) pour Fatimà